# Gheorghe Sănătescu
Gheorghe Sănătescu (n. 15 august 1858 – d. 1942, București) a fost unul dintre generalii Armatei României din Primul Război Mondial. A fost tatăl generalului Constantin Sănătescu.
A îndeplinit funcții de comandant de divizie și de corp de armată în campania anului 1916.

## Cariera militară
După absolvirea școlii militare de ofițeri cu gradul de sublocotenent, Gheorghe Sănătescu a ocupat diferite poziții în cadrul unităților de infanterie sau în eșaloanele superioare ale armatei, cele mai importante fiind cele de comandant al Brigăzilor 10 și 12 Infanterie.
În perioada Primului Război Mondial, a fost chemat din rezervă îndeplinind funcțiile de: comandant al Diviziei 13 Infanterie, în perioada 10 septembrie 1916 - 12 octombrie 1916 și comandant al Corpului 1 Armată între 12 octombrie 1916 - 21 octombrie 1916.

## Decorații
- Ordinul „Steaua României”, în grad de ofițer (1912)
- Ordinul „Coroana României”, în grad de comandor (1907)[3]:377
- Medalia Apărătorilor Independenței (1878)